# Mosteiro de São Mateus (Iraque)
Mosteiro de São Mateus ou Mosteiro de Mor Mattai (em siríaco: ܕܝܪܐ ܕܡܪܝ ܡܬܝ ; em árabe: دير مار متى) é um mosteiro da Igreja Ortodoxa Siríaca no Monte Alfaf, no norte do Iraque. Está localizado a 20 quilômetros a nordeste da cidade de Mosul, no Iraque. É reconhecido como um dos mais antigos mosteiros cristãos existentes e era famoso pelo número de monges e estudiosos e por sua grande biblioteca e considerável coleção de manuscritos cristãos siríacos. Hoje, é um centro de um arcebispado e o atual arcebispo é Mor Timóteo Mousa A. Shamani.